# Dendrobium euryanthum
Dendrobium euryanthum är en orkidéart som beskrevs av Rudolf Schlechter. Dendrobium euryanthum ingår i släktet Dendrobium, och familjen orkidéer.
Artens utbredningsområde är Papua Nya Guinea. Inga underarter finns listade i Catalogue of Life.